# Luis Tezza
Luis Tezza (Conegliano, 1 de noviembre de 1841 - Lima, 26 de septiembre de 1923) es un beato italiano, aunque la mayor parte de su sacerdocio la ejerció en Perú. Fue el fundador de la Congregación Hijas de San Camilo.
En 1856 inicia su formación religiosa en la comunidad camiliana de Santa María del Paraíso, ingresando al Monasterio de la Visitación de Verona y renunciado a sus bienes a favor de los pobres y de la Iglesia.
El 21 de mayo de 1864 fue ordenado sacerdote, sin embargo en 1866 se dicta en Italia una ley de supresión de órdenes y congregaciones religiosas, por lo que Luis Tezza, ya superior de los clérigos en Cesiolo, Verona, debe buscar asilo en casa de amigos, al ser expulsado del pueblo. Posteriormente también estuvo en Francia donde también fue perseguido.
Llegó a Lima el 19 de junio de 1900 con el objetivo de reunificar a las comunidades religiosas del Perú a la Orden de San Camilo y posteriormente consolidar su presencia. 
El 26 de setiembre de 1923, muere en la Casa de Santa María de la Buena Muerte, en Lima. En 1948 sus restos mortales fueron trasladados a Buenos Aires y depositados en la capilla de su casa provincial, en 2001 fueron llevados a Grottaferrata (Roma), a la Casa General de las Hijas de San Camilo, donde descansan también los restos mortales de la co-fundadora de las Hijas de San Camilo la Beata Josefina Vannini.
El 4 de noviembre de 2001 fue beatificado en Roma por Papa Juan Pablo II, en una ceremonia especial a la que asistió el Cardenal Juan Luis Cipriani Thorne, Arzobispo de Lima y Primado de la Iglesia peruana.